# Скуба Микита
Микита Скуба (псевдо: «Лайдака») (1916, с. Бичаль Костопільського районну Рівненської області — 11 березня 1944,(15 березня ?) біля с. Літвиця Дубровицького р-ну Рівненської обл.)  — сотник УПА, курінний загону ім. Колодзінського Воєнної Округи «Заграва». Лицар Золотого Хреста Бойової Заслуги 1-го кл..

## Біографія
В березні 1943 р. був арештований німцями і перебував у Рівненській в'язниці, та через короткий час організував і здійснив втечу.
Вже 4 квітня 1943 року брав участь у бою сотні УПА під командою «Чайки» з німцями в с. Постійне Костопільського району Рівненської області.
В серпні 1943 р. став командиром 2-х сотень рейдуючої Бойової групи УПА «Бористена»; з вересня 1943 р. — командир загону УПА ім. Колодзінського ВО «Заграва».
Станом на січень 1944 р. виглядав наступним чином: «32-35 років, високого зросту, худий, лице видовжене, ніс прямий, волосся русяве, очі сірі, поранена ліва рука», добре володів німецькою мовою.
Загинув у бою з підрозділом ВВ НКВС біля рідного села 11 березня 1944 р., про що занотовано у відповідному звіті: «будучи раненим у ліве рам'я, стріляв ще одною рукою з коліна і командував боєм, доки не впав із другої кулі».
Похований у с. Літвиця Дубровицького р-ну Рівненської обл.. Посмертно отримав звання сотника УПА (17 березня 1944 р.). Восени 1944 р. на його честь названо бригаду УПА.

## Бої
Перелік боїв та сутичок, у яких брав участь Микита Скуба.
| Дата            | Місце                                                              | Ворог   | Чисельність УПА\ворога                                                             | Результат                                              |
| 4 квітня 1943   | Бій біля с. Постійне, нині Костопільський район Рівненська область |         | 300 німців та поляків\сотня УПА під командою «Чайки»                               | 30 загиблих німців\3 поранених повстанців перемога УПА |
| 1 березня 1944  | с. Річиця — нині Берестейська область Республіки Білорусь          | ВВ НКВС | батальйон під командування капітана Шматова\курінь УПА під командуванням «Лайдаки» | перемога УПА                                           |
| 15 березня 1944 | с. Мульчиці Володимирецького району Рівненської області            | ВВ НКВС | ВВ НКВС невстановленої чисельності\курінь УПА під командуванням «Лайдаки»          | 60\60, загибель «Лайдаки» перемога ВВ НКВС             |

## Нагороди
- Згідно з Постановою УГВР від 16.10.1948 р. і Наказом Головного військового штабу УПА ч. 3/48 від 23.10.1948 р. хорунжий УПА Микита Скуба – «Лайдака» нагороджений Золотим хрестом бойової заслуги УПА 1 класу.